# Ilicurini
Ilicurini – plemię ptaków z podrodziny gorzyków (Piprinae) w rodzinie gorzykowatych (Pipridae).

## Występowanie
Plemię obejmuje gatunki występujące w Ameryce Środkowej i Południowej.

## Systematyka
Do plemienia należą następujące rodzaje:
- Ilicura Reichenbach, 1850 – jedynym przedstawicielem jest Ilicura militaris (Shaw, 1809) – szpicogonek
- Masius Bonaparte, 1850 – jedynym przedstawicielem jest Masius chrysopterus (Lafresnaye, 1843) – złotogłowik
- Corapipo Bonaparte, 1854
- Chiroxiphia Cabanis, 1847